# Entedon cionobius
Entedon cionobius är en stekelart som beskrevs av Thomson 1878. Entedon cionobius ingår i släktet Entedon och familjen finglanssteklar. Arten är reproducerande i Sverige. Inga underarter finns listade i Catalogue of Life.